# Montorio (Sorano)
Montorio è una frazione del comune italiano di Sorano, nella provincia di Grosseto, in Toscana.

## Geografia fisica
Il borgo di Montorio è situato nell'entroterra collinare della Maremma grossetana, all'interno di un territorio noto come area del Tufo. Il paese si trova a circa 10 km dal capoluogo comunale, rispetto al quale è ubicata verso nord-est, lungo la strada che dal capoluogo conduce a Castell'Azzara.

## Storia
La località sorse in epoca medievale come possedimento della famiglia Aldobrandeschi, che vi costruirono una rocca.
Il controllo del centro passò nel corso del XIII secolo ad una dinastia di signori locali legata agli Aldobrandeschi, gli Ottieri, che furono protagonisti di un'intensa attività diplomatica collaborativa verso i vicini stati confinanti. Tutto ciò permise agli Ottieri di venire a capo dell'omonima contea che, con il tempo, andò ad includere anche il castello di Sopano, San Giovanni delle Contee e Castell'Ottieri che ne divenne in seguito la capitale.
Gli accordi stipulati con Siena durante il XIV secolo misero al riparo Montorio dalle mire espansionistiche orvietane; nella seconda metà del XVI secolo, dopo la caduta della Repubblica di Siena, furono effettuati accordi con i Medici che garantirono l'indipendenza alla contea fino al 1616, anno in cui ci fu l'annessione al Granducato di Toscana, a seguito dell'estinzione della famiglia Ottieri che controllava Montorio e i vicini centri.
Nel maggio del 1486 fu teatro della battaglia omonima.

## Monumenti e luoghi d'interesse

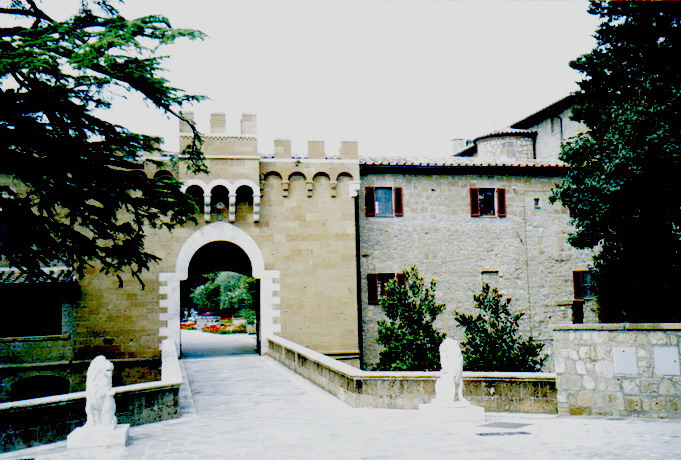
La porta del castello di Montorio

Il borgo si caratterizza per una serie di edifici allungati, in passato destinati ad uso agricolo, con strutture murarie in conci di tufo proveniente dalle vicine cave. Di seguito sono elencate le architetture degne di nota.

### Architetture religiose
- Cappella di Santa Maria, situata al centro del borgo, è stata edificata in stile neogotico nel corso del XIX secolo, in sostituzione dell'antica pieve medievale demolita dopo anni di abbandono.

### Architetture militari
- Castello di Montorio, struttura fortificata sviluppatasi a partire dall'originaria rocca aldobrandesca, si trova in posizione angolare lungo la cinta muraria. Conserva alcune parti dell'originaria struttura di epoca medievale.

- Mura di Montorio, sistema difensivo di epoca medievale che circonda interamente il borgo e ingloba lungo un suo tratto il castello propriamente detto.

## Società

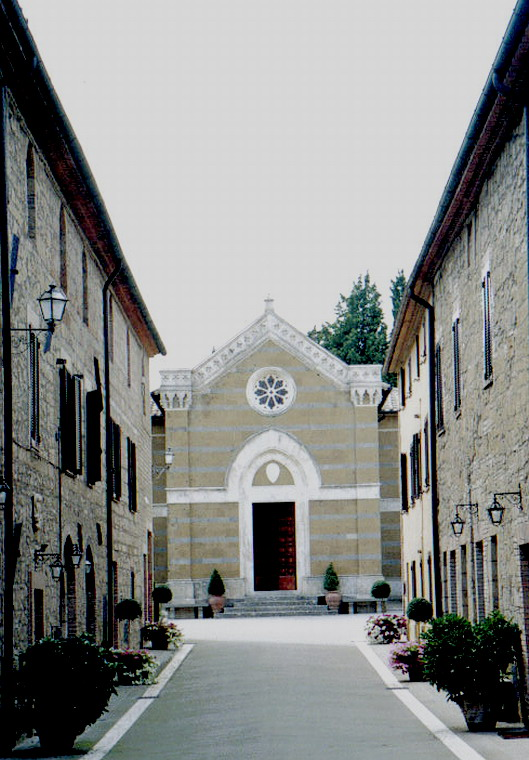
La cappella di Santa Maria

### Evoluzione demografica
Quella che segue è l'evoluzione demografica della frazione di Montorio. Sono indicati gli abitanti dell'intera frazione e dove è possibile la cifra riferita al solo capoluogo di frazione. Dal 1991 gli abitanti di Montorio non sono più censiti da Istat.
| Anno | Abitanti | Abitanti       |
| Anno | Frazione | Centro abitato |
| ---- | -------- | -------------- |
| 1833 | 160      | -              |
| 1840 | 208      | -              |
| 1845 | 168      | -              |
| 1921 | 328      | -              |
| 1931 | 325      | -              |
| 1961 | 284      | 10             |
| 1981 | 260      | 8              |
| 2011 | 179      | 4              |